# Ceca 2000
Ceca 2000 è il decimo album in studio della cantante serba Ceca. Il disco è stato pubblicato nel 1999.

## Tracce
1. Dokaz
2. Oproštajna večera
3. Crni sneg (feat. Aca Lukas)
4. Ja ću prva
5. Sviće dan
6. Već viđeno
7. Crveno
8. Brat i sestra
9. Votka sa utehom
10. Drugarice (feat. Luna)
11. Ako te ona odbije